# Tesoro di Aliseda

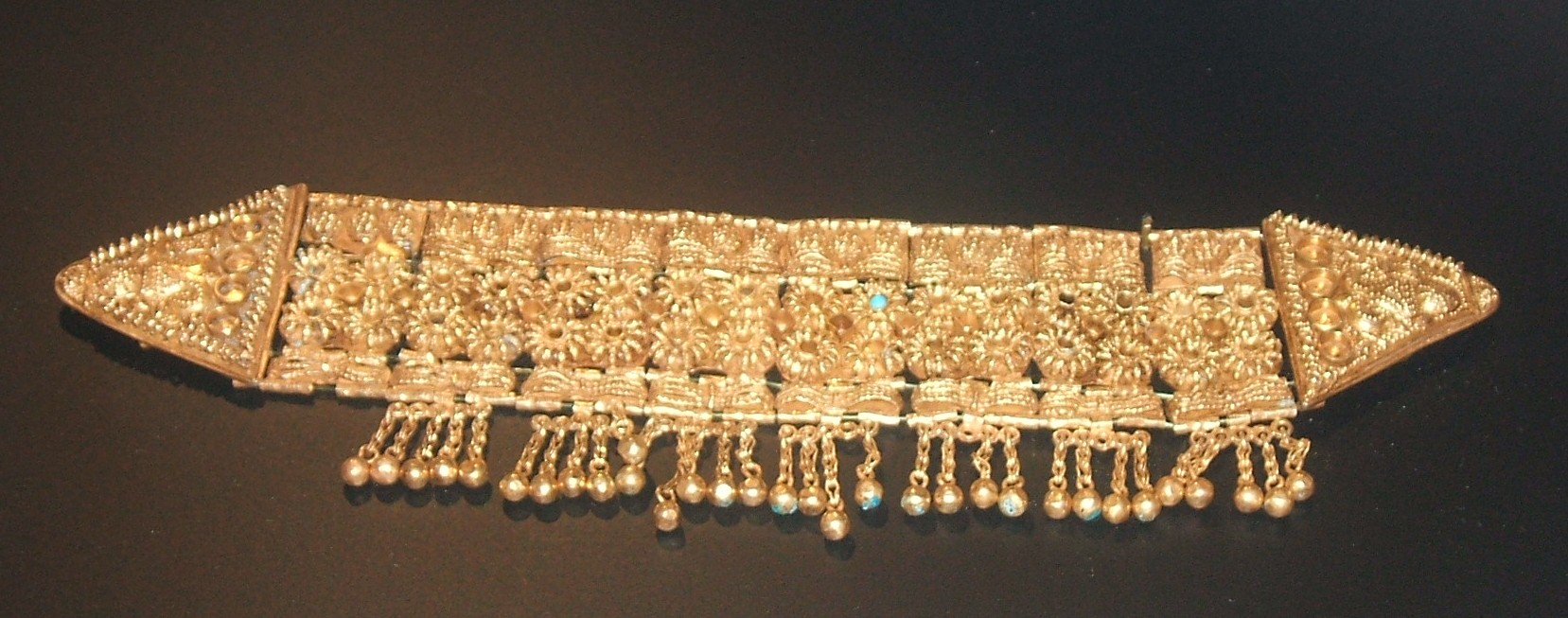
Diadema del tesoro di Aliseda.

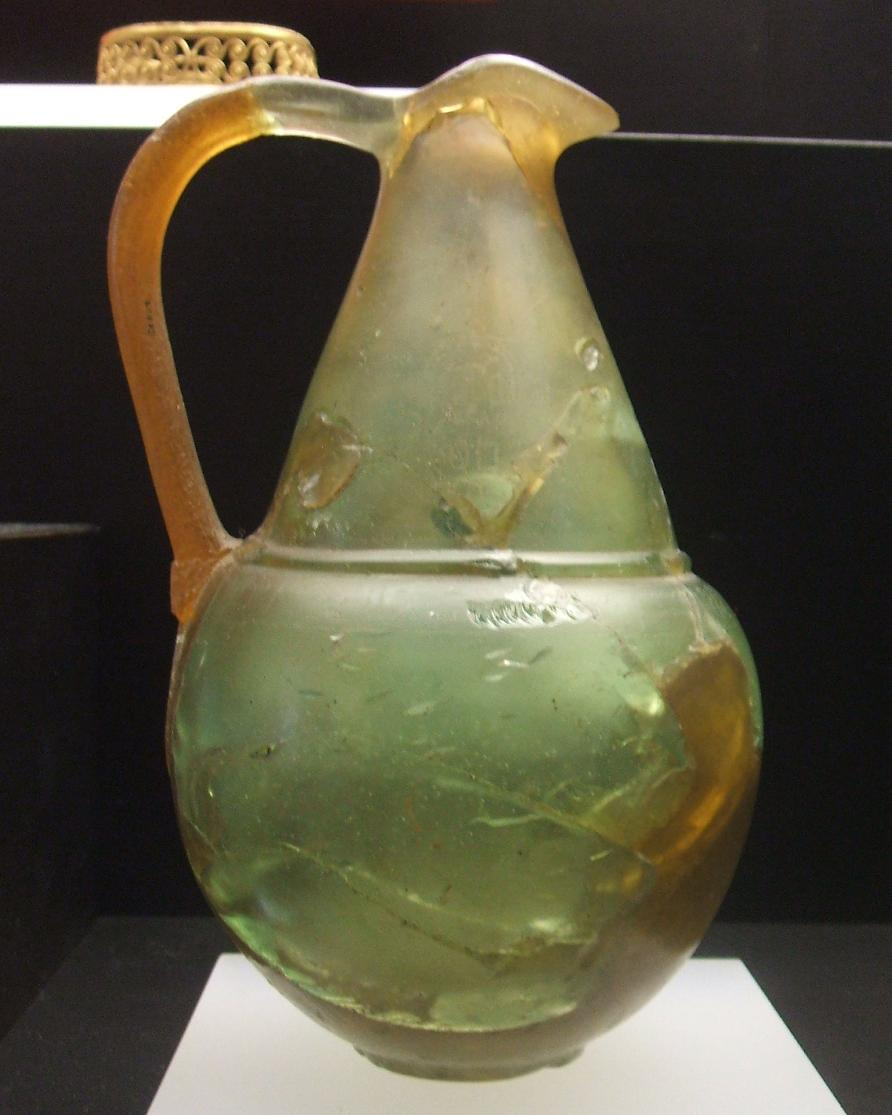
Brocca.

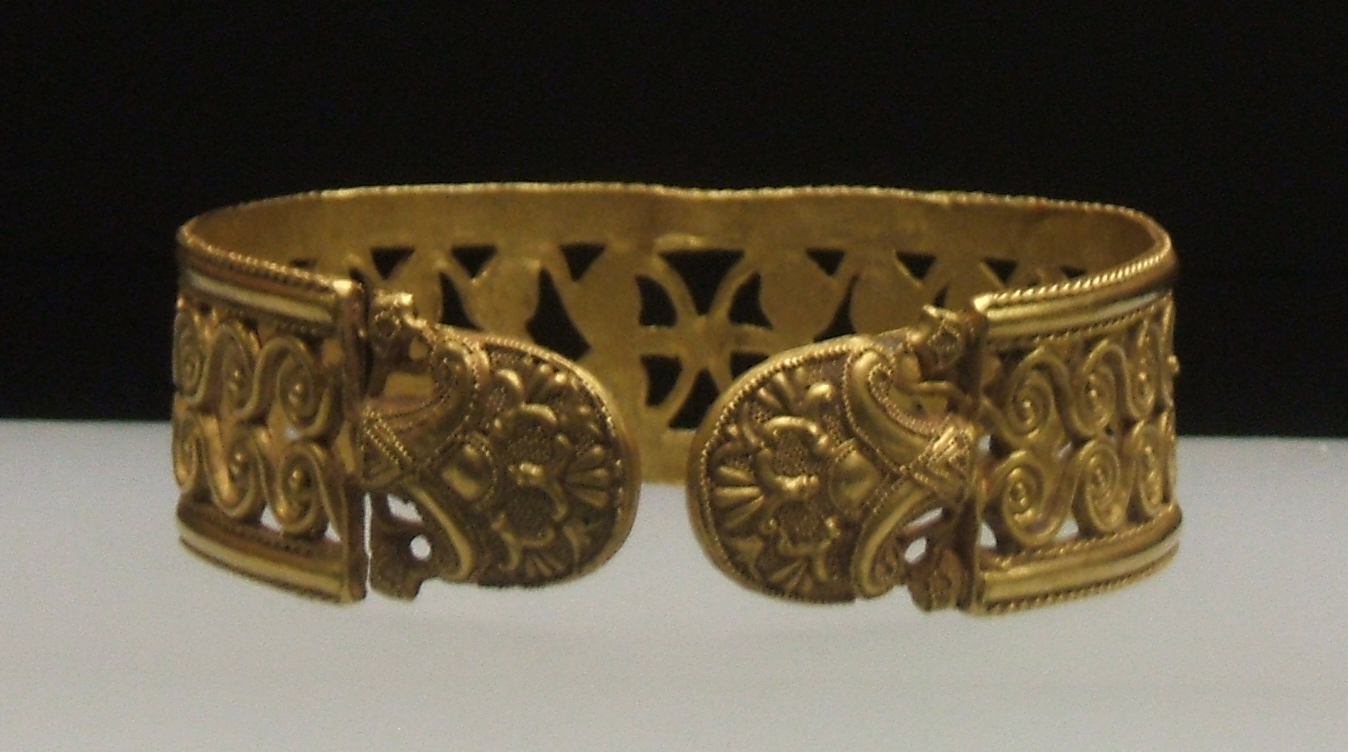
Bracciale del tesoro de Aliseda.

Il cosiddetto Tesoro di Aliseda è un antico corredo da sposa della civiltà di Tartesso, trovato nei pressi del villaggio di Aliseda nella provincia spagnola di Caceres. Il tesoro è di stile orientaleggiante, segno anche di una sua produzione in tali terre. La maggior parte degli oggetti è in oro e predomina la tecnica della filigrana.
Attualmente è stata collocata nel Museo archeologico nazionale di Spagna a Madrid.

## Classificazione e funzione
Il tesoro risale al VII secolo a.C.; visto però al modo in cui è stato ritrovato e senza altri dati relativi al luogo di ritrovamento, non si è potuto determinare se si trattava del corredo funebre di una sposa.
Il tesoro consiste di una serie di oggetti di raffinata oreficeria in oro ed in argento, tra i quali i più importanti sono un diadema, una cintura, vari braccialetti, collane, pendenti, anelli ed una placca. Si tratta di uno dei più antichi ritrovamenti di tesori riuniti in tutta la Penisola iberica, a dimostrazione della ricchezza raggiunta da Tartesso e dalla regione circostante in quel periodo storico.